# Navigateur mobile
 (avril 2021).

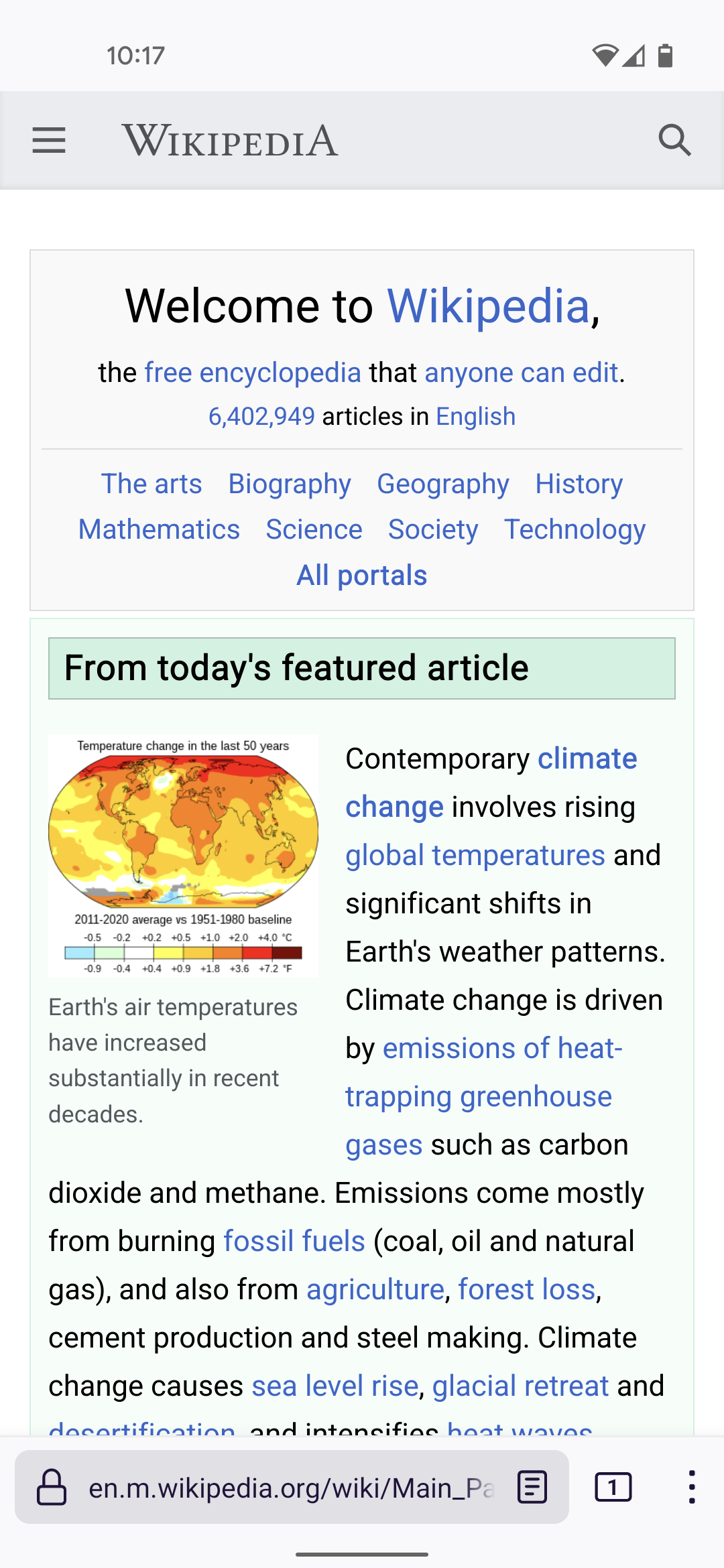
Capture d'écran de la page d'accueil de Wikipédia visionnée sur le navigateur Firefox Mobile

Un navigateur mobile, microbrowser, micronavigateur (ou encore minibrowser) est un navigateur web conçu pour être utilisé dans les dispositifs portables et miniatures comme les PDA, les téléphones mobiles ou les smartphones.
Du fait de la capacité de mémoire réduite des supports mobiles, les micronavigateurs sont optimisés pour afficher le contenu sur des écrans de petite taille.
Afin d'optimiser l'utilisation de la mémoire et la bande passante, des fonctionnalités sont parfois désactivées ou absentes. Il s'agit en général de navigateur standard optimisés pour les terminaux mobiles.
Aujourd'hui, certains microbrowsers sont capables de gérer des techniques comme AJAX ou CSS 2.1.

## Techniques utilisées
La première génération de microbrowsers n'était pas capable se connecter à des serveurs web classiques en utilisant une connexion HTTP standard. Les microbrowsers utilisaient le protocole WAP. Le réseau cellulaire renvoie dans ce cas des contenus écrits pour le microbrowser. Cela peut être du XHTML (WAP 2.0) ou du WML (Wap 1.3 basé sur du HDML). WML et HDML sont des formats adaptés à la transmission d'informations à travers des bandes passantes faibles.
Au Japon, la société DoCoMo, a basé son i-mode sur le HTML i-mode. Le HTML i-mode est en fait une extension du c-HTML (HTML Compact).
La norme WAP 2.0 supporte une version mobile de XHTML et de la norme CSS. Ces versions mobiles sont très proches des standards définis pour ces techniques par le W3C.
Les microbrowsers les plus récents supportent nativement toutes les techniques modernes du web : HTML, WML, HTML i-mode, cHTML, CSS, ECMAScript, et des plug-ins comme la technique Flash de Adobe.

## Contraintes techniques
Comme cela a été évoqué plus haut, les microbrowsers doivent utiliser moins de mémoire et s'adapter à des écrans de plus petite taille que les navigateurs classiques.
Une attention toute particulière doit être apportée au rendu. De plus, la bande passante est limitée et les déconnexions sont fréquentes.

## Microbrowsers pour téléphones cellulaires
- NetFront de Access Co. Ltd. (Japón).
- Nokia Series 40 Browser de Nokia.
- Nokia Series 60 Browser de Nokia.
- Obigo by Obigo AB (Sweden), de Teleca Systems AB (antes AU Systems)
- Openwave (Redwood, CA) (de Phone.com, historiquement Unwired Planet).
- Opera de Opera Software ASA (Norway).
- Pocket Internet Explorer de Microsoft Inc.

## Microbrowsers à installer soi-même
- Andromeda
- Bluelark Bluelark compro de Handspring Inc.
- Doris de Anygraaf Oy (Vantaa, Finland)
- NicheView de Interniche Technologies Inc.
- Minimo de la Fondation Mozilla.
- Firefox Mobile de la Fondation Mozilla (remplace Minimo).
- Palm web Browser Pro de PalmOne, Inc. (Milpitas, États-Unis)
- Picsel de Picsel Technologies Ltd (Glasgow, Écosse).
- Pixo de Sun Microsystems (Pixo a été acquis par Sun en juillet 2003)
- RocketBrowser Rocket Mobile, Inc. (Silicon Valley, États-Unis).
- SAS
- Skweezer de Greenlight Wireless Corporation
- Thunderhawk de Bitstream Inc. (Cambridge, États-Unis)
- Wapaka de Digital Airways (France)
- WebViewer de Reqwireless
- Novarra